# Arthur Foulkes Baglietto Cottrell
Arthur Foulkes Baglietto Cottrell, britanski general, * 1891, † 1962.